# Luuk de Jong
Luuk de Jong (Aigle, 27 augustus 1990) is een Nederlands profvoetballer die doorgaans als aanvaller speelt. Hij verruilde in augustus 2025 PSV voor FC Porto. De Jong was van 2011 tot en met 2022 international in het het Nederlands voetbalelftal. Hij scoorde daarvoor acht keer in 39 interlands. Zijn oudere broer Siem de Jong was eveneens profvoetballer.
De Jong won als speler zes landskampioenschappen (een met Twente en vijf met PSV) en drie keer de KNVB Beker (een keer met Twente en twee keer met PSV). Hij won met Sevilla de Europa League.

## Biografie
De Jong werd geboren in het Zwitserse Aigle. Zijn ouders George de Jong en Loekie Raterink speelden allebei volleybal in Zwitserland. Zijn vader werd daar later ook coach. De Jong woonde tot zijn vierde in het Alpenland, om vervolgens naar Nederland te verhuizen. Zijn broer Siem was toen zes. Doordat je in Zwitserland pas de Zwitserse nationaliteit krijgt als je tot je veertiende in dat land woont, heeft De Jong alleen een Nederlands paspoort. Hij groeide na zijn vierde op in de Achterhoek. Hij begon met voetballen bij amateurvereniging DZC '68. De Jong werd op zijn tiende opgenomen in de jeugdopleiding van De Graafschap. Hiervoor debuteerde hij in 2008 in het eerste elftal.
De Jong ging in Doetinchem naar de school (het GSGD/Rietveld Lyceum) waar eerder ook Guus Hiddink, Paul Bosvelt en Klaas-Jan Huntelaar op zaten.

## Clubcarrière

### De Graafschap
De Jong tekende in april 2008 een contract voor drie jaar bij de club uit Doetinchem. Hij maakte op 7 november 2008 zijn debuut in het betaalde voetbal. Hij viel die dag in de 78e minuut in tijdens een wedstrijd in de Eredivisie tegen NAC Breda. NAC won de wedstrijd met 0–2. De Jong mocht op 17 januari 2009 in een thuiswedstrijd tegen Willem II (1–0) voor het eerst in de basis beginnen. Henk van Stee verkoos de jongeling toen boven Geert den Ouden. In deze wedstrijd gaf hij gelijk zijn visitekaartje af door een assist te geven op Ben Sahar.
Zijn eerste competitiedoelpunt volgde in een wedstrijd tegen FC Twente; hij kopte de 2–1 binnen. Minuten later maakte hij echter aan de andere kant hands, waardoor Blaise Nkufo uit een penalty de 2–2 kon binnen schieten.
Vanaf het moment dat De Jong een basisplaats had afgedwongen bij De Graafschap was er veel belangstelling voor de jonge aanvaller. Eerst werd gemeld dat FC Twente en sc Heerenveen interesse zouden hebben in de toen achttienjarige spits. Later werd ook gemeld dat FC Groningen de aanvaller naar het noorden wilde halen. De Jong gaf in een interview echter aan dat hij alleen in gesprek was met FC Twente, sc Heerenveen en het nog niet eerder genoemde FC Utrecht. Dagen later werd er ook gemeld dat PSV en Ajax hem volgden. In een wedstrijd tegen Heracles Almelo wist de aanvaller zijn tweede seizoenstreffer te maken. Resit Schuurman nam een vrije trap die getoucheerd werd door het hoofd van Rogier Meijer. De Jong stond met zijn rug naar het doel en maakte een omhaal waarmee hij doelman Martin Pieckenhagen passeerde.
Op zondag 15 maart 2009 stond het uitduel met Ajax op het programma. Nadat eerder in het seizoen het op De Vijverberg 6–0 voor Ajax werd en de gebroeders De Jong beiden het hele duel op de bank zaten, werd er uitgekeken naar de clash tussen de broers. Toch kwam het er ook nu nog niet van, aangezien Siem aan het herstellen was van een kwetsuur aan zijn sleutelbeen. Luuk speelde wél ruim een uur mee, maar kon niet voorkomen dat De Graafschap met 3-0 verloor.
Op zaterdag 11 april 2009 raakte De Jong in een thuiswedstrijd tegen NEC geblesseerd. Aan het eind van het seizoen kon De Jong weer spelen in de play-offs. Ondanks een doelpunt van hem tegen RKC Waalwijk kon degradatie niet worden voorkomen.

### FC Twente

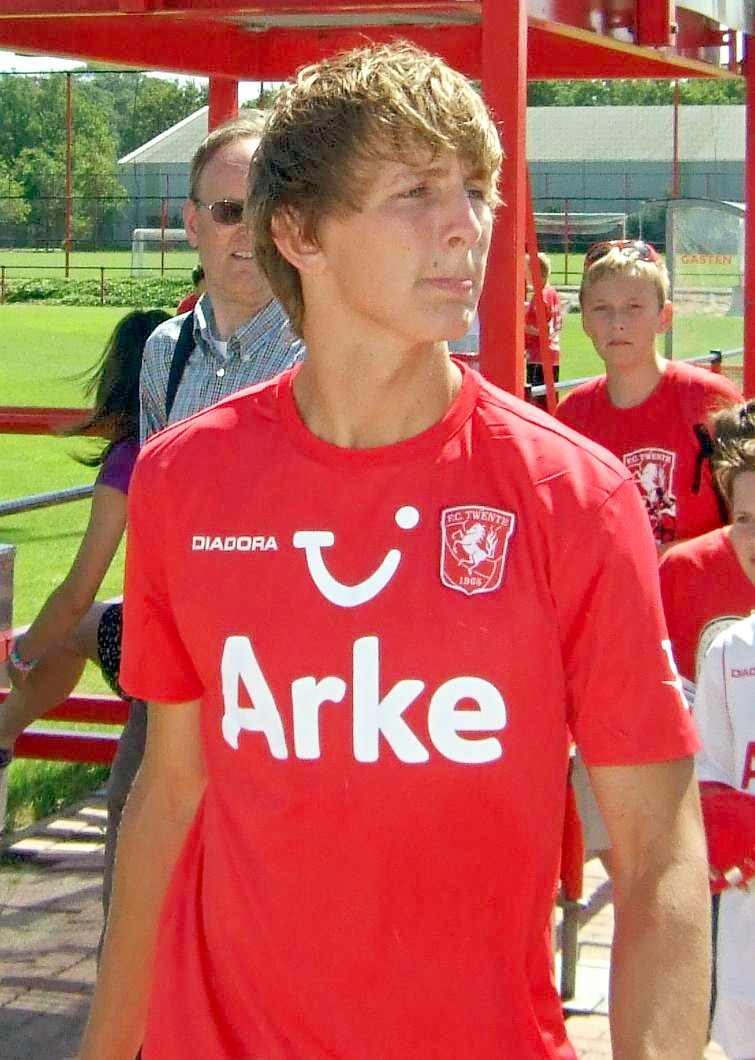
De Jong bij FC Twente in 2010.

Vanaf 18 mei 2009 kwam De Jong uit voor FC Twente. Op 6 april 2009 werd bekend dat de aanvaller voor drie seizoenen met een optie voor nog een jaar tekende bij de Tukkers. Met de overgang was een bedrag van 850.000 euro gemoeid. In de eerste seizoenshelft kwam De Jong niet in actie in de competitie maar mocht hij wel tweemaal invallen in de Europa League. In het bekertoernooi kwam hij driemaal in actie en maakte hij vier doelpunten. Op 28 februari 2010 maakte de Jong zijn eerste competitietreffer voor FC Twente, in een met 2–1 gewonnen thuiswedstrijd tegen N.E.C. Enkele dagen daarvoor had hij getekend voor zijn eerste doelpunt in Europees verband; hij maakte de enige Twentse treffer in een met 4–1 verloren uitwedstrijd tegen Werder Bremen. In zijn eerste seizoen speelde hij in totaal 21 officiële duels en maakte hij zeven doelpunten. Aan het eind werd hij met FC Twente kampioen van Nederland.

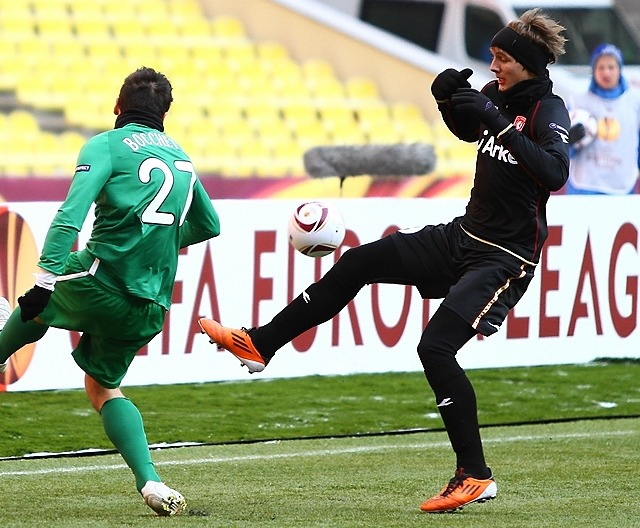
De Jong (rechts) tijdens de Europa League-wedstrijd Roebin Kazan–FC Twente, 17 februari 2011.

In het seizoen 2010/11 stond De Jong in de basis van de wedstrijd om de Johan Cruijff Schaal en maakte hij het enige doelpunt in deze wedstrijd. Daarna verhuisde hij naar de positie achter de spits om plaats te maken voor Marc Janko. In november van dat seizoen werd zijn contract opengebroken tot medio 2014. Zijn teller stond toen op negen officiële treffers. Uiteindelijk eindigde De Jong met twintig treffers in 49 officiële duels als clubtopscorer, samen met Theo Janssen. Zo scoorde hij in onder meer de Europa League tegen Roebin Kazan en Zenit Sint-Petersburg (tweemaal) en in de Champions League in de uitwedstrijd tegen Werder Bremen. Op 29 januari 2012 maakte De Jong voor het eerst in zijn profcarrière een hattrick. Hij scoorde die dag drie keer in een met 4–1 gewonnen competitiewedstrijd thuis tegen FC Groningen. Dat seizoen won hij naast de Johan Cruijff Schaal ook de KNVB beker met Twente. Naast doelpunten verzorgde hij dertien assists. Geen enkele andere speler was dat seizoen zo vaak aangever bij FC Twente. Nummer twee Theo Janssen gaf tien assists.
In het seizoen 2011/12 werd De Jong onder de nieuwe trainer Co Adriaanse wederom veelal op de positie achter spits Janko gebruikt, maar de oefenmeester durfde het ook aan om hem ook náást de Oostenrijker te laten spelen. In de thuiswedstrijd tegen Benfica in de play-off ronde van de Champions League was De Jong de enige spits en maakte prompt zijn eerste treffer van het seizoen. Voetbal International bracht na het sluiten van de transfermarkt naar buiten dat PSV een bod van ruim tien miljoen op De Jong had gedaan. Zijn zaakwaarnemer Louis Laros zou zeer ontstemd zijn over de gang van zaken, nadat hij via de krant vernomen had dat de Eindhovenaren uiteindelijk Tim Matavž aan de selectie hadden toegevoegd. PSV's technisch directeur Marcel Brands en Twente-voorzitter Joop Munsterman ontkenden daarna dat er überhaupt een bod geweest is. In de winterstop stond De Jong op tien treffers in de Eredivisie en daarnaast maakte hij nog zes doelpunten in de overige officiële wedstrijden. In dezelfde winterstop werd Adriaanse ontslagen door FC Twente en met Steve McClaren een nieuwe trainer aangesteld. Voor De Jong betekende het dat hij vanaf dat moment de voorkeur boven Janko kreeg als aanvalsleider. In de eerste twee duels onder McClaren beloonde hij de oefenmeester voor het vertrouwen door achtereenvolgens twee (tegen RKC Waalwijk) en drie treffers (tegen FC Groningen) te scoren. Door deze treffers steeg hij ook op de topscorerslijst van de Eredivisie. Na speelronde 19 stond De Jong met vijftien treffers tweede op de lijst achter Bas Dost, die zeventien treffers maakte.
De Jong sloot het seizoen 2011/12 af met FC Twente op een zesde plaats, waarna play-offs volgden. Hierin wist de ploeg in de eerste ronde RKC Waalwijk niet te verslaan. De Jong werd gedeeld tweede op de topscorerslijst van de Eredivisie met 25 treffers. Alleen Bas Dost scoorde met 32 doelpunten vaker. In totaal speelde De Jong 51 officiële duels voor FC Twente en maakte een totaal van 32 treffers. Zijn productiefste seizoen tot dan toe. Tevens was hij de meest gebruikte speler van de club.

### Borussia Mönchengladbach
De Jong kreeg vanwege zijn deelname met het Nederlands elftal aan het EK in Polen en Oekraïne tot 9 juli 2012 vakantie van FC Twente. In die vakantie liet hij zich opereren aan zijn amandelen. Ondertussen werd De Jong in de media gelinkt aan andere clubs. Zo zouden Benfica, Borussia Mönchengladbach en Newcastle United de aanvaller over willen nemen van FC Twente. Newcastle bracht eerst een bod uit van tien miljoen euro, dat zij daarna verhoogden, maar dit bod werd door FC Twente afgewezen. Zaakwaarnemer Louis Laros gaf hierop aan dat De Jong toe was aan een volgende stap. Uiteindelijk kwam FC Twente halverwege juli met Borussia Mönchengladbach een transfer overeen voor een som van ongeveer vijftien miljoen euro, de grootste transfer in de geschiedenis van FC Twente. De Jong ondertekende een vijfjarig contract bij de Duitsers.
De Jong wist in de twee jaar dat hij speelde in Mönchengladbach nimmer een vaste waarde te worden. In zijn eerste seizoen speelde hij weliswaar 31 wedstrijden, maar wist hierin slechts acht keer te scoren. Nadat hij in zijn tweede seizoen geen kans meer kreeg als basisspeler, verhuisde hij in de winterstop naar Newcastle United, dat hem een half jaar zou huren en een optie tot koop bedong. In Newcastle wist De Jong in dertien duels niet tot scoren te komen. In mei 2014 maakte Newcastle bekend dat zij de optie tot koop niet zouden lichten. Ook in Mönchengladbach was de rol van De Jong uitgespeeld, waardoor zijn toekomst ongewis was geworden.

### PSV  (eerste periode)
De Jong tekende in juli 2014 een vijfjarig contract bij PSV, dat 5,5 miljoen euro voor hem betaalde. De Jong ging bij PSV ongeveer 1,4 miljoen euro per jaar verdienen, de helft van zijn salaris bij Borussia Mönchengladbach. De Duitse club gaf De Jong bij vertrek echter ook een jaarsalaris mee, dat hem verspreid over drie jaar uitbetaald werd. Hij maakte zijn officiële debuut voor de Eindhovense club op 31 juli 2014, in de derde voorronde van de Europa League, thuis tegen Sankt Pölten. In die wedstrijd scoorde De Jong ook zijn eerste officiële doelpunt voor PSV; hij maakte in de 56ste minuut 1–0 door een voorzet van Luciano Narsingh binnen te koppen, de enige goal van de wedstrijd. Nadat hij in de terugwedstrijd opnieuw scoorde, maakte hij in de groepsfase van het toernooi ook doelpunten tegen Estoril (1–0 winst) en Panathinaikos (2–3 winst). PSV kwalificeerde zich met De Jong in de spits voor het eerst sinds de editie 2011/12 voor de zestiende finales van het toernooi.
De Jong maakte op woensdag 17 december 2014 voor het eerst een hattrick in het shirt van PSV, tegelijk de tweede in zijn profcarrière. Hij scoorde die dag de eerste drie doelpunten van de club tijdens een met 4-3 gewonnen competitiewedstrijd thuis tegen Feyenoord. De Jong maakte datzelfde seizoen ook zijn derde hattrick in zijn profcarrière. Op vrijdag 13 februari maakte hij tijdens een met 2–4 gewonnen competitiewedstrijd uit tegen AZ zowel de 0–1, de 0–2 als de 2–4. De Jong werd op 18 april 2015 voor de tweede keer in zijn carrière  Nederlands landskampioen en voor het eerst met PSV. De titel werd die dag in speelronde 31 van de competitie definitief. PSV was dankzij een 4–1-overwinning op sc Heerenveen niet meer in te halen, waarbij De Jong zelf zowel de 1–0 als de 3–1 binnenkopte en de assist verzorgde waaruit Luciano Narsingh de 4–1 binnenschoot. Na afloop van de laatste speelronde bleek De Jong de meest waardevolle speler in het Eredivisieseizoen 2014/15, op basis van doelpunten en assists. Met twintig goals en tien assists was hij bij dertig treffers direct betrokken, meer dan wie dan ook in de Nederlandse competitie. Op de topscorerslijst van de Eredivisie eindigde hij dat jaar tweede, achter zijn teamgenoot Memphis Depay.-  
De Jong volgde in 2015 Georginio Wijnaldum op als aanvoerder van PSV. Hij maakte op 12 september 2015 zijn derde officiële hattrick voor PSV, zijn vierde in totaal. In een met 0–6 gewonnen competitiewedstrijd uit bij SC Cambuur maakte hij in de eerste helft zowel 0–1, 0–2 als 0–3. Op 3 november 2015 scoorde De Jong voor het eerst voor PSV in de UEFA Champions League. Die dag maakte hij het laatste doelpunt tijdens een met 2–0 gewonnen wedstrijd thuis tegen VfL Wolfsburg. De Jong scoorde opnieuw in het laatste groepsduel dat jaar, de 1–1 tijdens een met 2–1 gewonnen wedstrijd thuis tegen CSKA Moskou. Door deze overwinning ging hij met zijn ploeggenoten definitief door naar de achtste finales van het toernooi. De Jong werd op 8 mei 2016 voor de tweede keer op rij landskampioen met PSV. De club begon aan de laatste speelronde van het seizoen met evenveel punten als Ajax, maar met een doelsaldo dat zes doelpunten minder was. PSV won die dag vervolgens met 1–3 uit bij PEC Zwolle, terwijl Ajax uit bij De Graafschap met 1–1 gelijkspeelde. De Jong scoorde net als een jaar eerder twee keer in de kampioenswedstrijd, de 0–2 en de 1–3 ditmaal. Hij maakte in het hele seizoen 26 competitiedoelpunten, een persoonlijk record. Hiermee werd hij voor het tweede jaar op rij tweede op de nationale topscorerslijst, ditmaal achter Vincent Janssen. Ook was hij de eerste PSV'er die meer dan 25 competitiedoelpunten maakte in één seizoen sinds Mateja Kežman in 2002/03.
De Jong verlengde in juli 2016 zijn contract bij PSV tot medio 2020. Later die maand won hij voor het tweede jaar op rij de Johan Cruijff Schaal met de Eindhovense club. Hij werd in augustus 2016 herenigd met zijn broer Siem. PSV huurde die voor een jaar van Newcastle United. Daarmee behoorden de broers De Jong voor het eerst in hun carrière tot de selectie van dezelfde profclub. Ze stonden op 24 september 2016 voor het eerst samen op het veld tijdens een officiële wedstrijd. PSV won die dag met 1–3 uit bij Excelsior. Luuk speelde de hele wedstrijd; zijn broer verving in de 84e minuut Andrés Guardado. Scorend beleefde De Jong gedurende het seizoen 2016/17 met acht doelpunten zijn minste jaar in Nederlandse dienst sinds zijn debuutseizoen bij FC Twente in 2009/10. Toch behield trainer Phillip Cocu het vertrouwen in de spits. Wel passeerde hij hem in de eindfase van de competitie een paar keer voor Jürgen Locadia en jeugdspeler Sam Lammers. PSV eindigde het seizoen dat jaar als derde in de Eredivisie.
De Jong droeg voor aanvang van het seizoen 2017/18 in overleg met Cocu zijn aanvoerdersband over aan huurling Marco van Ginkel. In de eerste belangrijke wedstrijd van het seizoen, een thuiswedstrijd in de voorronde voor de UEFA Europa League tegen NK Osijek, had hij nog een basisplaats. De ploeg verloor met 0–1. Hierna raakte hij zijn basisplaats kwijt aan Locadia. Ook de tweede wedstrijd tegen NK Osijek, waarin De Jong in de rust als invaller mocht aantreden, ging verloren. Daardoor kwalificeerde PSV zich dat seizoen voor het eerst in 44 jaar niet voor een Europees hoofdtoernooi. Kort na deze uitschakeling maakte De Jong kenbaar niet onwelwillend te staan tegen een transfer. Hierop werd hij in verband gebracht met Hannover 96, dat in het voorgaande seizoen promoveerde naar de Bundesliga, Crystal Palace waar Frank de Boer trainer was geworden en Girondins de Bordeaux. De Jong bereikte op 27 augustus 2017 een persoonlijk akkoord met Bordeaux. De Franse club blies de transfer twee dagen later alleen af, waarna hij bij PSV bleef. Omdat Cocu verkoos om het nieuwe seizoen in te gaan met Locadia als eerste spits, begon De Jong het jaar als reservespeler. Desondanks kwam hij in de eerste achttien competitieronden vijftien keer in actie, vaker wel vanaf het begin dan niet. Nadat Locadia in de winterstop vertrok, was hij helemaal weer steevast basisspeler. De Jong maakte op zondag 21 januari 2018 het winnende doelpunt tijdens een met 1–2 gewonnen competitiewedstrijd uit bij Heracles Almelo. Dit was zijn honderdste goal in de Eredivisie. Hij was de 62e speler in de geschiedenis die tot dit aantal kwam. De Jong maakte deze doelpunten tegen 24 verschillende clubs. De Jong maakte op 3 februari 2018 zijn vierde officiële hattrick voor PSV, zijn vijfde in totaal. Hij zorgde voor zowel de 1–0, de 2–0 als de 3–0 tijdens een met 4–0 gewonnen competitiewedstrijd thuis tegen PEC Zwolle. De Jong werd op 15 april 2018 voor de derde keer landskampioen met PSV en scoorde net als de twee voorgaande keren in de kampioenswedstrijd. Deze keer kopte hij de 2–0 in tijdens een met 3–0 gewonnen wedstrijd thuis tegen Ajax. Omdat De Jong diezelfde wedstrijd zowel een teen brak als een pees tussen zijn duim en wijsvinger scheurde, kwam hij de laatste drie wedstrijden van het seizoen niet meer in actie.
De Jong verlengde in juli 2018 zijn contract bij PSV tot medio 2021. De nieuwe trainer Mark van Bommel benoemde hem een maand later officieel weer tot aanvoerder, als opvolger van de opnieuw naar Chelsea vertrokken Van Ginkel. Hij maakte op 3 februari 2019 zijn honderdste officiële doelpunt voor PSV, de 2–0 tijdens een met 5–0 gewonnen competitiewedstrijd thuis tegen Fortuna Sittard. De Jong werd daarmee de twaalfde speler in de geschiedenis die tot meer dan honderd doelpunten kwam voor de Eindhovense club. Diezelfde wedstrijd tekende hij ook voor de 4–0 en de 5–0. Daarmee maakte hij ook zijn vijfde hattrick voor PSV, zijn zesde in totaal. De Jong maakte gedurende het seizoen 2018/19 in totaal 28 doelpunten in de competitie, een verbetering van zijn persoonlijke record uit 2015/16 (26 doelpunten). Hiermee werd hij ook voor het eerst topscorer van de Eredivisie, gedeeld met Dušan Tadić.

### Sevilla
De Jong tekende in juli 2019 een contract tot medio 2023 bij Sevilla, de nummer vijf van de Primera División in het voorgaande seizoen. Hier was hij een van de zestien nieuwe spelers die de club die zomer haalde. Sevilla betaalde € 15 miljoen voor hem aan PSV. De Jong begon hier onder coach Julen Lopetegui meteen als basisspeler in de spits. Zijn eerste doelpunt voor Sevilla volgde op 20 oktober 2019, in een competitiewedstrijd thuis tegen Levante UD. Hij kopte toen het enige doelpunt van de wedstrijd binnen. Hij maakte 21 dagen later ook de beslissende 1–2 in de stadsderby uit bij Real Betis. De Jong maakte op 18 januari 2020 een doelpunt tegen Real Madrid (de 1–1) dat Sevilla geen punten opleverde. Zijn 1–0 een week later thuis tegen Granada leidde wel een 2–0 overwinning in. Op 16 augustus 2020 maakte hij tegen Manchester United het winnende doelpunt in de halve finale van de UEFA Europa League. Op 21 augustus 2020 scoorde De Jong zowel het eerste als tweede doelpunt in de met 3–2 gewonnen finale van de UEFA Europa League tegen Internazionale. Hij noemde winst van de prijs het hoogtepunt van z'n carrière. De Jong speelde in twee seizoenen 69 wedstrijden voor Sevilla in de Primera División. Waar hij in zijn eerste seizoen voornamelijk basisspeler was, werd hij in 2020/21 vooral invaller, mede als gevolg van de concurrentie van Youssef En-Nesyri. Hij maakte in de Champions League wel het enige doelpunt tijdens een wedstrijd tegen Stade Rennais en scoorde ook tegen Borussia Dortmund.

### FC Barcelona
FC Barcelona maakte op 1 september 2021 bekend dat De Jong in seizoen 2021/22 op huurbasis voor de club zou uitkomen. Tevens werd er een optie tot koop bedongen. De Jong speelde dat jaar 21 speelronden in de Primera División, waarvan 15 als invaller. Hij maakte in de tijd die hem werd gegund een aantal doelpunten die de club direct punten opleverden. Zo maakte hij het winnende doelpunt tegen zowel RCD Mallorca als Levante en hielp hij Barcelona aan een punt tegen zowel Granada als Espanyol. De Jong bracht FC Barcelona ook op gelijke hoogte in de Supercup tegen Real Madrid, alleen verloren zijn ploeggenoten en hij die wedstrijd alsnog.

### PSV (tweede periode)
PSV maakte op 2 juli 2022 bekend dat De Jong terugkeerde bij de club, waar hij een contract tekende tot medio 2025. Hij kreeg er meteen weer een basisplaats, speelde de eerste twee competitiewedstrijden en scoorde daarin één keer. Tijdens een kwalificatiewedstrijd in de voorronde van de Champions League liep hij alleen een blessure op, waardoor hij ruim twee maanden niet in actie kon komen. Eenmaal hersteld keerde hij terug in de basis en kwam hij nog tot 14 doelpunten in 24 speelronden in de Eredivisie. Daarmee bracht hij zijn totaal aantal eredivisiedoelpunten voor PSV op 108 en passeerde hij Romário, Mateja Kežman en Hallvar Thoresen in de lijst van clubtopscorers aller tijden. Daarop moest hij vanaf dat moment alleen Willy van der Kuijlen (308), Coen Dillen (119) en Luc Nilis (110) nog voor zich dulden. De Jong speelde op 4 augustus 2023 als eerste speler ooit voor de zevende keer de wedstrijd om de Johan Cruijff Schaal. Hij won hem die dag voor de zesde keer. Hiermee kwam hij op gelijke hoogte met Ronald Waterreus. De Jong was niettemin ook de eerste die deze prijs zes keer won door alle deze wedstrijden ook daadwerkelijk te spelen. Waterreus werd één keer winnaar terwijl hij negentig minuten reserve stond.
De Jong eindigde in 2022/23 op de tweede plaats in de Eredivisie met PSV. Hierdoor mochten zijn ploeggenoten en hij in de beginfase van 2023/24 aantreden in de voorronden van de Champions League. De Eindhovenaren en hij wonnen in de derde kwalificatieronde twee keer van Sturm Graz (4–1 thuis en 1–3 uit). De Jong scoorde in die wedstrijden drie keer. Daarmee bracht hij zijn totaal aantal doelpunten in Europees verband namens PSV op zeventien, net zoveel als Harry Lubse. Alleen Van der Kuijlen scoorde vaker voor PSV in Europese toernooien (29 keer). De Jong scoorde daarna ook in beide wedstrijden van de beslissende play-off tegen Glasgow Rangers. Daarmee kwam zijn totaal op negentien en passeerde hij Lubse. Doordat PSV en hij die ontmoeting wonnen mocht hij bovendien voor de zevende keer in zijn carrière deelnemen aan de Champions League. Voor PSV was dat voor het eerst sinds 2018/19, het laatste jaar van De Jongs eerste periode in Eindhovense dienst. De return tegen Rangers was daarnaast ook zijn 250e wedstrijd voor PSV. De Jong maakte op 2 september 2023 de 0–3 tijdens een met 0–4 gewonnen competitiewedstrijd uit bij RKC Waalwijk. Dat was zijn 110e doelpunt voor PSV in de Eredivisie. Daarmee evenaarde hij Nilis. De Jong maakte veertien dagen later ook zijn 111e en 112e goal in de Eredivisie, thuis tegen N.E.C. (eindstand 4–0). Daarmee passeerde hij Nilis en kwam hij alleen op de derde plaats, achter Dillen en Van der Kuijlen.

#### Recordlijsten
De Jong maakte op 27 september 2023 twee doelpunten tijdens een met 3–0 gewonnen competitiewedstrijd thuis tegen Go Ahead Eagles. Dit waren zijn 154e en 155e doelpunt in de Eredivisie. Hiermee passeerde hij Klaas-Jan Huntelaar op de lijst van Eredivisie-topscorers aller tijden. Hij klom die dag naar plaats twaalf op deze rangschikking. De Jong werd daarmee ook de meest trefzekere speler van de 21e eeuw (in de Eredivisie). De elf spelers die op dat moment nog vaker hadden gescoord, waren allemaal actief voor het jaar 2000. De Jong maakte op 4 november 2023 zijn 158e doelpunt in de Eredivisie, tijdens een 0–6 overwinning uit bij Heracles Almelo. Hiermee kwam hij op een gedeelde elfde plaats op de lijst van Eredivisie-topscorers aller tijden, samen met Wim Kieft. De Jong maakte op 17 december 2023 zowel het eerste als het laatste doelpunt tijdens een met 0–4 gewonnen competitiewedstrijd uit bij AZ. Dit waren zijn 119e en 120e doelpunt voor PSV in de Eredivisie. Daarmee passeerde hij Dillen en werd hij tweede in de lijst van clubtopscorers in de Eredivisie aller tijden.
De Jong maakte op 13 januari 2024 alle drie de doelpunten tijdens een met 3–1 gewonnen competitiewedstrijd thuis tegen Excelsior Rotterdam. Dit waren zijn 162e, 163e en 164e doelpunt in de Eredivisie. Daarmee passeerde hij Cor van der Gijp (162) op de lijst van Eredivisie-topscorers aller tijden. De Jong bereikte daarop die dag de tiende plaats. Zijn ploeggenoten en hij wonnen die dag bovendien voor de zeventiende keer in de eerste zeventien speelronden van het seizoen. Dat was een evenaring van het Eredivisie-record van het PSV in 1987/88. De Jong maakte op 24 februari 2024 voor de achtste keer in zijn carrière een hattrick in de Eredivisie. Mede daardoor won PSV die dag met 1–7 uit bij PEC Zwolle. De Jong bracht zijn seizoenstotaal met die drie goals op 22 competitiedoelpunten. Hij werd zo de achtste speler in de geschiedenis die het lukte om in ten minste vijf Eredivisieseizoenen twintig of meer doelpunten te maken. Na speelronde 24 was hij betrokken bij de meeste doelpunten in een Europese competitie, daarnaast was hij de eerste speler in Europa, die de grens van 20 goals en 10 assists passeerde. De Jong scoorde op 13 april 2024 twee keer tijdens een met 6–0 gewonnen wedstrijd thuis tegen Vitesse, zijn 174e en 175e doelpunt in de Eredivisie. Daarmee passeerde hij Leo van Veen op de lijst van Eredivisie-topscorers aller tijden en schoof hij op naar de negende plaats. De Jong maakte tijdens diezelfde wedstrijd ook zijn 25e en 26e competitiedoelpunt van het seizoen. Daarmee kwam hij voor de vierde keer in zijn carrière 25 of meer keer tot scoren in de Eredivisie. Dat deden voor hem alleen Van der Kuijlen, Ruud Geels en Kees Kist. Laatstgenoemde deed het als enige in nog meer seizoenen, namelijk vijf. De Jong maakte op 25 april 2024 het laatste doelpunt tijdens een 0–8-zege uit bij sc Heerenveen, de grootste uitzege in de Eredivisie ooit voor de Eindhovense ploeg. Daarmee kwam hij op 176 doelpunten in de Eredivisie en liet hij op de eeuwige ranglijst ook Sjaak Swart achter zich. Daarmee deelde hij tot dat moment de achtste plaats. De Jong werd op 5 mei 2024 voor de vierde keer in zijn loopbaan landskampioen met PSV. Hij kwam daarbij voor het eerst niet tot scoren in de kampioenwedstrijd, thuis tegen Sparta (4–2). Hij leverde bij de 2–1 van Johan Bakayoko wel zijn vijftiende assist van het seizoen in de competitie. De Jong scoorde in competitiejaar 2023/24 in totaal 29 keer, zijn hoogste aantal doelpunten in één seizoen. Hij werd hiermee voor de tweede keer topscorer van de Eredivisie. Net als de eerste keer deelde hij deze titel met een speler van een concurrent, ditmaal Vangelis Pavlidis. De Jong werd in 2023/24 ook voor de vierde keer landskampioen met PSV.
De Jong maakte op 14 september 2024 het openingsdoelpunt in een met 2–0 gewonnen competitiewedstrijd thuis tegen N.E.C.. Dat was zijn 180e doelpunt in de Eredivisie. Daarmee evenaarde hij Peter Houtman op de zevende plaats van de lijst van Eredivisie-topscorers aller tijden. Door een week later ook te scoren uit bij Fortuna Sittard (1–3 winst) liet De Jong Houtman achter zich. Hij scoorde die wedstrijd bovendien in het 27e verschillende stadion van een Eredivisieclub. De Jong werd op 18 mei 2025 voor de vijfde keer kampioen met PSV. Hij maakte die dag de 1–2 in een met 1–3 gewonnen wedstrijd uit bij Sparta. Dat was zijn 186e doelpunt voor PSV en zijn 6e in een kampioenswedstrijd.

### FC Porto
Op 3 augustus 2025 werd bekend dat De Jong een contract heeft getekend bij Porto.

## Clubstatistieken
| Seizoen        | Club                     | Competitie       | Competitie | Competitie | Beker | Beker | Internationaal1 | Internationaal1 | Overig2 | Overig2 | Totaal | Totaal |
| Seizoen        | Club                     | Competitie       | Wed.       | Dlp.       | Wed.  | Dlp.  | Wed.            | Dlp.            | Wed.    | Dlp.    | Wed.   | Dlp.   |
| -------------- | ------------------------ | ---------------- | ---------- | ---------- | ----- | ----- | --------------- | --------------- | ------- | ------- | ------ | ------ |
| 2008/09        | De Graafschap            | Eredivisie       | 14         | 2          | 2     | 0     | —               | —               | 3       | 1       | 19     | 3      |
| Club totaal    | Club totaal              | Club totaal      | 14         | 2          | 2     | 0     | 0               | 0               | 3       | 1       | 19     | 3      |
| 2009/10        | FC Twente                | Eredivisie       | 12         | 2          | 5     | 4     | 4               | 1               | —       | —       | 21     | 7      |
| 2010/11        | FC Twente                | Eredivisie       | 32         | 12         | 5     | 3     | 11              | 4               | 1       | 1       | 49     | 20     |
| 2011/12        | FC Twente                | Eredivisie       | 31         | 25         | 3     | 2     | 14              | 5               | 3       | 0       | 51     | 32     |
| Club totaal    | Club totaal              | Club totaal      | 75         | 39         | 13    | 9     | 29              | 10              | 4       | 1       | 121    | 59     |
| 2012/13        | Borussia Mönchengladbach | Bundesliga       | 23         | 6          | 1     | 0     | 7               | 2               | —       | —       | 31     | 8      |
| 2013/14        | Borussia Mönchengladbach | Bundesliga       | 13         | 0          | 1     | 0     | —               | —               | —       | —       | 14     | 0      |
| Club totaal    | Club totaal              | Club totaal      | 36         | 6          | 2     | 0     | 7               | 2               | 0       | 0       | 45     | 8      |
| 2013/14        | → Newcastle United       | Premier League   | 12         | 0          | —     | —     | —               | —               | —       | —       | 12     | 0      |
| Club totaal    | Club totaal              | Club totaal      | 12         | 0          | 0     | 0     | 0               | 0               | 0       | 0       | 12     | 0      |
| 2014/15        | PSV                      | Eredivisie       | 32         | 20         | 2     | 2     | 11              | 4               | 0       | 0       | 45     | 26     |
| 2015/16        | PSV                      | Eredivisie       | 33         | 26         | 4     | 2     | 6               | 2               | 1       | 2       | 44     | 32     |
| 2016/17        | PSV                      | Eredivisie       | 32         | 8          | 1     | 0     | 5               | 1               | 1       | 0       | 39     | 9      |
| 2017/18        | PSV                      | Eredivisie       | 28         | 12         | 3     | 1     | 2               | 0               | 0       | 0       | 33     | 13     |
| 2018/19        | PSV                      | Eredivisie       | 34         | 28         | 0     | 0     | 8               | 4               | 1       | 0       | 43     | 32     |
| Club totaal    | Club totaal              | Club totaal      | 159        | 94         | 10    | 5     | 32              | 11              | 3       | 2       | 204    | 112    |
| 2019/20        | Sevilla                  | Primera División | 35         | 6          | 3     | 1     | 8               | 3               | 0       | 0       | 46     | 10     |
| 2020/21        | Sevilla                  | Primera División | 34         | 4          | 7     | 3     | 6               | 2               | 1       | 0       | 48     | 9      |
| Club totaal    | Club totaal              | Club totaal      | 69         | 10         | 10    | 4     | 14              | 5               | 1       | 0       | 94     | 19     |
| 2021/22        | → FC Barcelona           | Primera División | 21         | 6          | 0     | 0     | 7               | 0               | 1       | 1       | 29     | 7      |
| Club totaal    | Club totaal              | Club totaal      | 21         | 6          | 0     | 0     | 7               | 0               | 1       | 1       | 29     | 7      |
| 2022/23        | PSV                      | Eredivisie       | 24         | 14         | 5     | 1     | 9               | 3               | 1       | 0       | 39     | 18     |
| 2023/24        | PSV                      | Eredivisie       | 34         | 29         | 2     | 1     | 11              | 8               | 1       | 0       | 48     | 38     |
| 2024/25        | PSV                      | Eredivisie       | 31         | 14         | 3     | 0     | 12              | 2               | 1       | 2       | 47     | 18     |
| Club totaal*   | Club totaal*             | Club totaal*     | 248        | 151        | 20    | 7     | 64              | 24              | 6       | 4       | 338    | 186    |
| 2025/26        | FC Porto                 | Primeira Liga    | 1          | 0          | 0     | 0     | 0               | 0               | 0       | 0       | 1      | 0      |
| Club totaal    | Club totaal              | Club totaal      | 1          | 0          | 0     | 0     | 0               | 0               | 0       | 0       | 1      | 0      |
| Carrièretotaal | Carrièretotaal           | Carrièretotaal   | 476        | 214        | 47    | 20    | 121             | 41              | 15      | 7       | 659    | 282    |

Bijgewerkt op 12 augustus 2025.
*Beide periodes.

## Nederlands elftal

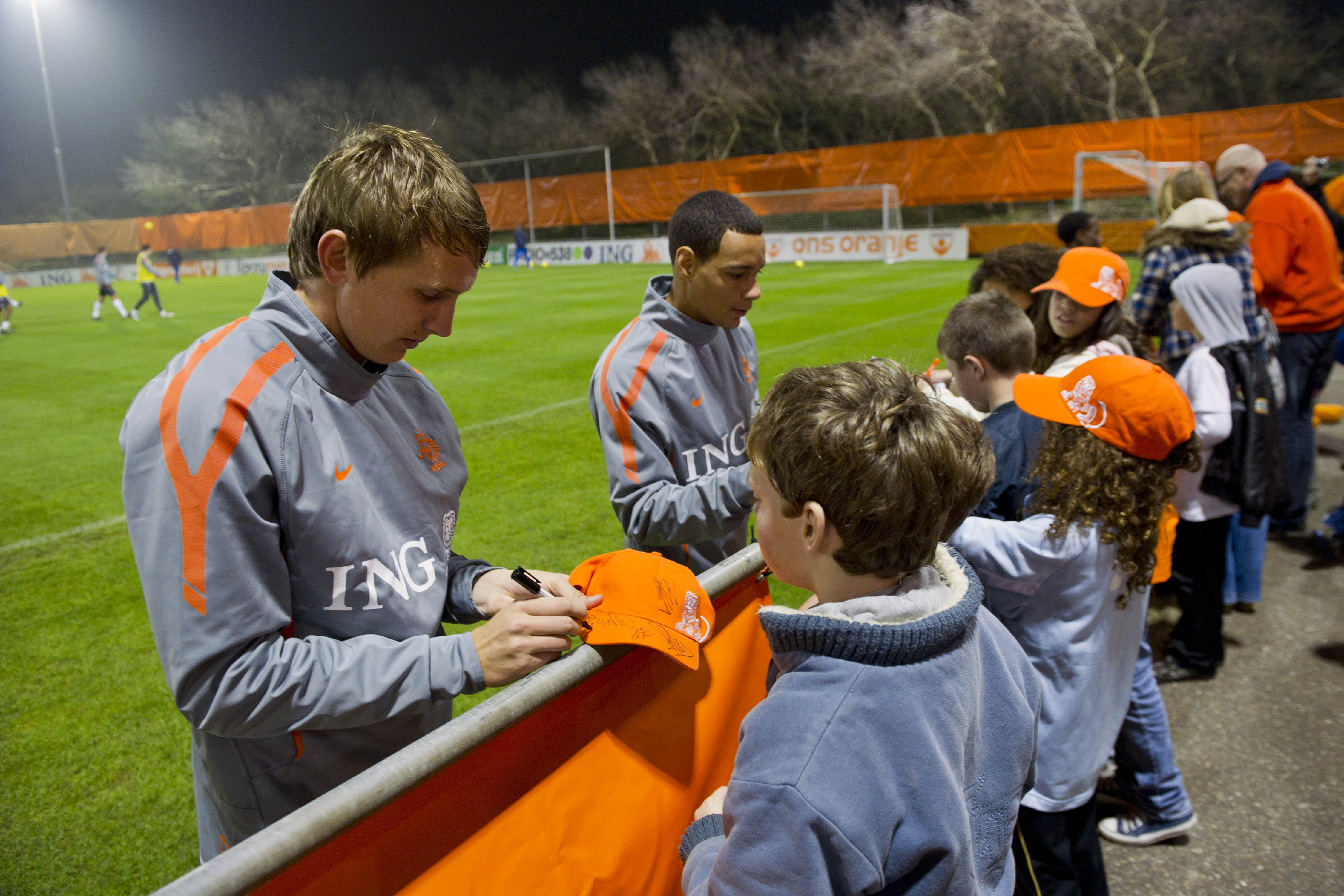
De Jong en teamgenoot Gregory van der Wiel delen handtekeningen uit na een training van het Nederlands elftal in 2011

De Jong speelde van 2008 tot en met 2009 voor Nederland –19 en van 2009 tot en met 2013 voor Jong Oranje. Hij werd op 7 februari 2011 voor het eerst opgeroepen voor het Nederlands elftal. Oorspronkelijk was De Jong die week een van de afvallers van de voorlopige selectie. Nadat na afmeldingen van Rafael van der Vaart en Nigel de Jong Robin van Persie zich ziek meldde, ontving De Jong alsnog een uitnodiging voor een oefenwedstrijd tegen Oostenrijk. Hij was de tweeëntwintigste debutant in Oranje onder bondscoach Bert van Marwijk en mocht in de 74e minuut invallen voor Dirk Kuijt. Ook Kevin Strootman debuteerde in die wedstrijd. In zijn derde interland was De Jong voor het eerst trefzeker voor Oranje. In een kwalificatiewedstrijd voor het EK 2012 uit tegen Finland scoorde hij in de blessuretijd de 0-2 op aangeven van Eljero Elia, nadat hij in het veld was gekomen voor Klaas-Jan Huntelaar. De Jong kreeg op 26 mei 2012 te horen dat hij de definitieve selectie voor het EK in Polen en Oekraïne had gehaald. Bij de laatste schifting viel zijn broer Siem wel af. Luuk kreeg rugnummer 18 toebedeeld van bondscoach Van Marwijk. Speeltijd kreeg hij niet op het toernooi, waarin het Nederlands elftal in de groepsfase uitgeschakeld werd na een drietal nederlagen.
De Jong speelde in februari 2012 zijn zevende interland voor het Nederlands elftal. Na het EK 2012 stapte Van Marwijk op als bondscoach en werd Louis van Gaal zijn opvolger. Deze selecteerde hem nooit voor Oranje. In november 2014 werd hij door Guus Hiddink wél weer bij de selectie gehaald, te weten voor een oefeninterland tegen Mexico en een EK-kwalificatiewedstrijd tegen Letland. Beide wedstrijden kwam hij niet in actie. Hiddink haalde De Jong in juni 2015 opnieuw bij de selectie voor een oefeninterland tegen Amerika op 5 juni en een EK-kwalificatiewedstrijd tegen opnieuw Letland op 12 juni. Tijdens de wedstrijd tegen Amerika verving hij in de 78ste minuut Klaas-Jan Huntelaar. Hiermee maakte De Jong na een afwezigheid van drie jaar en vier maanden zijn rentree in het Nederlands elftal.
De Jong speelde op 25 maart 2016 zijn tiende wedstrijd in het Nederlands elftal en was daarbij voor het eerst basisspeler. Hij verloor die dag met zijn ploeggenoten een oefeninterland tegen Frankrijk met 2-3. De Jong verkleinde in de 47ste minuut van de wedstrijd de achterstand van Oranje tot 1-2, zijn tweede interlanddoelpunt. Voor het WK 2018 wist Nederland zich niet te kwalificeren. Tijdens de kwalificatiewedstrijden voor dit toernooi speelde De Jong 21 minuten en behoorde hij meestal niet tot de selectie. Vanaf het aantreden van bondscoach Ronald Koeman was hij tijdens de in 2018 en 2019 gespeelde eerste editie van de UEFA Nations League weer steevast onderdeel van de selectie en mocht hij regelmatig invallen. Nederland bereikte de finale. Tijdens de in 2019 gespeelde kwalificatiewedstrijden voor het EK 2020 viel hij regelmatig in als pinch-hitter. In die rol maakte hij op 10 oktober 2019 de cruciale 2–1 in de 91e minuut van de met 3–1 gewonnen EK-kwalificatiewedstrijd tegen Noord-Ierland. Na een tweetal invalbeurten in de groepsfase, moest De Jong geblesseerd afhaken voor de rest van het EK 2020, dat werd gespeeld in de zomer van 2021. Op 11 november 2022 werd bekend dat De Jong was geselecteerd voor deelname aan het WK 2022 in Qatar. In de poulefase van dit toernooi koos bondscoach Louis van Gaal voor Wout Weghorst als invalspits, en nog niet voor De Jong. Tijdens de na strafschoppen verloren kwartfinale tegen Argentinië mocht hij wel invallen.
Na 39 wedstrijden voor Oranje te hebben gespeeld maakte De Jong op 3 maart 2023 bekend te stoppen als international. Als beweegreden gaf hij aan dat hij zich volledig wilde focussen op PSV.
| Interlands van Luuk de Jong voor Nederland | Interlands van Luuk de Jong voor Nederland | Interlands van Luuk de Jong voor Nederland | Interlands van Luuk de Jong voor Nederland | Interlands van Luuk de Jong voor Nederland | Interlands van Luuk de Jong voor Nederland |
| №                                          | Datum                                      | Wedstrijd                                  | Uitslag                                    | Competitie                                 | Goals                                      |
| ------------------------------------------ | ------------------------------------------ | ------------------------------------------ | ------------------------------------------ | ------------------------------------------ | ------------------------------------------ |
|                                            |                                            |                                            |                                            |                                            |                                            |
| Als speler van FC Twente                   | Als speler van FC Twente                   | Als speler van FC Twente                   | Als speler van FC Twente                   | Als speler van FC Twente                   | 1                                          |
| 1.                                         | 9 februari 2011                            | Nederland – Oostenrijk                     | 3 – 1                                      | Vriendschappelijk                          |                                            |
| 2.                                         | 8 juni 2011                                | Uruguay – Nederland                        | 1 – 1                                      | Vriendschappelijk                          |                                            |
| 3.                                         | 6 september 2011                           | Finland – Nederland                        | 0 – 2                                      | Kwalificatie EK 2012                       | 90+3'                                      |
| 4.                                         | 11 oktober 2011                            | Zweden – Nederland                         | 3 – 2                                      | Kwalificatie EK 2012                       |                                            |
| 5.                                         | 11 november 2011                           | Nederland – Zwitserland                    | 0 – 0                                      | Vriendschappelijk                          |                                            |
| 6.                                         | 15 november 2011                           | Duitsland – Nederland                      | 3 – 0                                      | Vriendschappelijk                          |                                            |
| 7.                                         | 29 februari 2012                           | Engeland – Nederland                       | 2 – 3                                      | Vriendschappelijk                          |                                            |
| Als speler van PSV                         | Als speler van PSV                         | Als speler van PSV                         | Als speler van PSV                         | Als speler van PSV                         | 3                                          |
| 8.                                         | 5 juni 2015                                | Nederland – Verenigde Staten               | 3 – 4                                      | Vriendschappelijk                          |                                            |
| 9.                                         | 6 september 2015                           | Turkije – Nederland                        | 3 – 0                                      | Kwalificatie EK 2016                       |                                            |
| 10.                                        | 25 maart 2016                              | Nederland – Frankrijk                      | 2 – 3                                      | Vriendschappelijk                          | 47'                                        |
| 11.                                        | 27 mei 2016                                | Ierland – Nederland                        | 1 – 1                                      | Vriendschappelijk                          | 85'                                        |
| 12.                                        | 4 juni 2016                                | Oostenrijk – Nederland                     | 0 – 2                                      | Vriendschappelijk                          |                                            |
| 13.                                        | 25 maart 2017                              | Bulgarije – Nederland                      | 2 – 0                                      | Kwalificatie WK 2018                       |                                            |
| 14.                                        | 14 november 2017                           | Roemenië – Nederland                       | 0 – 3                                      | Vriendschappelijk                          | 81'                                        |
| 15.                                        | 9 september 2018                           | Frankrijk – Nederland                      | 2 – 1                                      | UEFA Nations League                        |                                            |
| 16.                                        | 16 oktober 2018                            | België – Nederland                         | 1 – 1                                      | Vriendschappelijk                          |                                            |
| 17.                                        | 19 november 2018                           | Duitsland – Nederland                      | 2 – 2                                      | UEFA Nations League                        |                                            |
| 18.                                        | 24 maart 2019                              | Nederland – Duitsland                      | 2 – 3                                      | Kwalificatie EK 2020                       |                                            |
| 19.                                        | 9 juni 2019                                | Portugal – Nederland                       | 1 – 0                                      | UEFA Nations League                        |                                            |
| Als speler van Sevilla                     | Als speler van Sevilla                     | Als speler van Sevilla                     | Als speler van Sevilla                     | Als speler van Sevilla                     | 4                                          |
| 20.                                        | 9 september 2019                           | Estland – Nederland                        | 0 – 4                                      | Kwalificatie EK 2020                       |                                            |
| 21.                                        | 10 oktober 2019                            | Nederland – Noord-Ierland                  | 3 – 1                                      | Kwalificatie EK 2020                       | 90+1'                                      |
| 22.                                        | 13 oktober 2019                            | Wit-Rusland – Nederland                    | 1 – 2                                      | Kwalificatie EK 2020                       |                                            |
| 23.                                        | 16 november 2019                           | Noord-Ierland – Nederland                  | 0 – 0                                      | Kwalificatie EK 2020                       |                                            |
| 24.                                        | 19 november 2019                           | Nederland – Estland                        | 5 – 0                                      | Kwalificatie EK 2020                       |                                            |
| 25.                                        | 4 september 2020                           | Nederland – Polen                          | 1 – 0                                      | UEFA Nations League 2020/21                |                                            |
| 26.                                        | 7 september 2020                           | Nederland – Italië                         | 0 – 1                                      | UEFA Nations League 2020/21                |                                            |
| 27.                                        | 7 oktober 2020                             | Nederland – Mexico                         | 0 – 1                                      | Vriendschappelijk                          |                                            |
| 28.                                        | 11 oktober 2020                            | Bosnië en Her. – Nederland                 | 0 – 0                                      | UEFA Nations League 2020/21                |                                            |
| 29.                                        | 14 oktober 2020                            | Italië – Nederland                         | 1 – 1                                      | UEFA Nations League 2020/21                |                                            |
| 30.                                        | 11 november 2020                           | Nederland – Spanje                         | 1 – 1                                      | Vriendschappelijk                          |                                            |
| 31.                                        | 15 november 2020                           | Nederland – Bosnië en Herz.                | 3 – 1                                      | UEFA Nations League 2020/21                |                                            |
| 32.                                        | 18 november 2020                           | Polen – Nederland                          | 1 – 2                                      | UEFA Nations League 2020/21                |                                            |
| 33.                                        | 24 maart 2021                              | Turkije – Nederland                        | 4 – 2                                      | Kwalificatie WK 2022                       | 77'                                        |
| 34.                                        | 27 maart 2021                              | Nederland – Letland                        | 2 – 0                                      | Kwalificatie WK 2022                       | 69'                                        |
| 35.                                        | 30 maart 2021                              | Gibraltar – Nederland                      | 0 – 7                                      | Kwalificatie WK 2022                       | 55'                                        |
| 36.                                        | 2 juni 2021                                | Nederland – Schotland                      | 2 – 2                                      | Vriendschappelijk                          |                                            |
| 37.                                        | 13 juni 2021                               | Nederland – Oekraïne                       | 3 – 2                                      | EK 2020                                    |                                            |
| 38.                                        | 17 juni 2021                               | Nederland – Oostenrijk                     | 2 – 0                                      | EK 2020                                    |                                            |
| Als speler van PSV                         |                                            |                                            |                                            |                                            |                                            |
| 39.                                        | 9 december 2022                            | Nederland – Argentinië                     | 2-2 (3-4)                                  | Kwartfinale WK 2022                        |                                            |

## Erelijst
| Competitie           | Aantal    | Jaren                                       |
| FC Twente            | FC Twente | FC Twente                                   |
| -------------------- | --------- | ------------------------------------------- |
| Eredivisie           | 1x        | 2009/10                                     |
| KNVB beker           | 1x        | 2010/11                                     |
| Johan Cruijff Schaal | 2x        | 2010, 2011                                  |
| PSV                  |           |                                             |
| Eredivisie           | 5x        | 2014/15, 2015/16, 2017/18, 2023/24, 2024/25 |
| KNVB beker           | 2x        | 2021/22, 2022/23                            |
| Johan Cruijff Schaal | 4x        | 2015, 2016, 2022, 2023                      |
| Sevilla              |           |                                             |
| UEFA Europa League   | 1x        | 2019/20                                     |

| Competitie          | Winnaar   | Winnaar   | Tweede    | Tweede    | Derde     | Derde     |
| Competitie          | Aantal    | Jaren     | Aantal    | Jaren     | Aantal    | Jaren     |
| Nederland           | Nederland | Nederland | Nederland | Nederland | Nederland | Nederland |
| ------------------- | --------- | --------- | --------- | --------- | --------- | --------- |
| UEFA Nations League | -         | -         | 1x        | 2018/19   | -         | -         |

Individueel als speler
| Eredivisie – Topscorer                      | 2x | 2018/19 (28 doelpunten, gedeeld met Dušan Tadić), 2023/2024 (29 doelpunten, gedeeld met Vangelis Pavlidis) |
| UEFA Europa League – Elftal van het Seizoen | 1x | 2019/20 |

## Trivia
- Uit onderzoek van Voetbal International uit juli 2022 bleek dat in de eenentwintigste eeuw tot dan toe in de zes grootste Europese competities alleen Cristiano Ronaldo meer kopdoelpunten had gemaakt dan De Jong.[75]

3 Djaló ·
4 Otávio ·
5 Marcano ·
6 Eustáquio ·
7 Gomes ·
8 Grujić ·
9 Aghehowa ·
10 Vieira ·
11 Pepê ·
12 Sanusi ·
14 Ramos ·
15 Sousa ·
17 Veiga ·
19 Namaso ·
20 Franco ·
22 Varela ·
23 Mário ·
24 Pérez ·
27 Gül ·
49 Sousa ·
52 Fernandes ·
70 Borges ·
74 Moura ·
86 Mora ·
91 Ribeiro ·
94 Portugal ·
97 Pedro ·
99 Costa  ·
Coach: Anselmi
1 Stekelenburg ·
2 Van der Wiel ·
3 Heitinga ·
4 Mathijsen ·
5 Bouma ·
6 Van Bommel  ·
7 Kuijt ·
8 N. de Jong ·
9 Huntelaar ·
10 Sneijder ·
11 Robben ·
12 Vorm ·
13 Vlaar ·
14 Schaars ·
15 Willems ·
16 Van Persie ·
17 Strootman ·
18 L. de Jong ·
19 Narsingh ·
20 Afellay ·
21 Boulahrouz ·
22 Krul ·
23 Van der Vaart ·
Coach: Van Marwijk
1 Zoet ·
2 Van Rhijn ·
3 De Vrij ·
4 Martins Indi ·
5 Blind ·
6 Clasie ·
7 Jozefzoon ·
8 Strootman ·
9 De Jong ·
10 Maher ·
11 John ·
12 Leerdam ·
13 Van der Hoorn ·
14 Nuytinck ·
15 Wijnaldum ·
16 Bizot ·
17 Fer ·
18 Van Ginkel ·
19 Vilhena ·
20 Van Aanholt ·
21 Hoesen ·
22 Depay ·
23 Marsman ·
Coach: Pot
1 Stekelenburg ·
2 Veltman ·
3 De Ligt ·
4 Aké ·
5 Wijndal ·
6 De Vrij ·
7 Berghuis ·
8 Wijnaldum  ·
9 L. de Jong ·
10 Depay ·
11 Promes ·
12 Van Aanholt ·
13 Krul ·
14 Klaassen ·
15 De Roon ·
16 Gravenberch ·
17 Blind ·
18 Malen ·
19 Weghorst ·
20 Van de Beek ·
21 F. de Jong ·
22 Dumfries ·
23 Bizot ·
24 Koopmeiners ·
25 Timber ·
26 Gakpo ·
Coach: De Boer
1 Pasveer ·
2 Timber ·
3 De Ligt ·
4 Van Dijk  · 
5 Aké ·
6 De Vrij ·
7 Bergwijn ·
8 Gakpo ·
9 L. de Jong ·
10 Depay ·
11 Berghuis ·
12 Lang ·
13 Bijlow ·
14 Klaassen ·
15 De Roon ·
16 Malacia ·
17 Blind ·
18 Janssen ·
19 Weghorst ·
20 Koopmeiners ·
21 F. de Jong ·
22 Dumfries ·
23 Noppert ·
24 Taylor ·
25 Simons ·
26 Frimpong ·
Coach: Van Gaal